# Typha subulata
Typha subulata är en kaveldunsväxtart som beskrevs av Crespo och Pérez-mor. Typha subulata ingår i släktet kaveldun, och familjen kaveldunsväxter. Inga underarter finns listade i Catalogue of Life.